# Rakel Logadóttir
Rakel Logadóttir, född 22 mars 1981, är en isländsk fotbollsspelare. Hon spelar i Valur och för Islands landslag. 

## Meriter
- Isländsk mästare: 5 gånger
- Isländsk cupmästare: 3 gånger